# شهرستان شانگچنگ
شهرستان شانگچنگ (به لاتین: Shangcheng County) یک شهرستان‌های جمهوری خلق چین در چین است که در شین‌یانگ واقع شده‌است.
 شهرستان شانگچنگ ۲٬۱۱۷ کیلومتر مربع مساحت و ۷۰۰٬۰۰۰ نفر جمعیت دارد.